# Bromus aristatus
Bromus aristatus là một loài thực vật có hoa trong họ Hòa thảo. Loài này được (K.Koch) Steud. mô tả khoa học đầu tiên năm 1854.